# Llaillay
Llaillay ist eine Stadt und Gemeinde in der Provinz San Felipe de Aconcagua in der Región de Valparaíso in Chile. Bei der Volkszählung im Jahr 2017 hatte sie 24.608 Einwohner. Die Gemeinde erstreckt sich über eine Fläche von 349,1 km².
Der Ortsname Llaillay stammt vom Mapuche-Wort, das „Wind-Wind“ bedeutet, obwohl es anderen zufolge auf Quechua auch „das das Geräusch der Mücke imitiert“ bedeuten würde.

## Geschichte
Laut Urkunden aus dem Jahr 1727 war das Lehen von Llaillay in diesen Jahren im Besitz von Josefina Varas Ponce. Die Gemeinde wurde auf dem Gelände der Hacienda Ucúquer gegründet, obwohl sie bei der Ankunft der Spanier bereits als indigenes Rehue existierte. Die Bevölkerung widmete hauptsächlich der Landwirtschaft. In dem Tal von Llaillay gefundene archäologische Funde zeugen von alten Zivilisationen.
Am 14. September 1863 wurde die Eisenbahnstrecke durch das Tal und die Gipfel eingeweiht. Llaillay wurde am 6. April 1875 durch einen Erlass des Präsidenten Federico Errázuriz Zañartu gegründet.

## Bevölkerung
Laut der Volkszählung des Nationalen Statistikinstituts von 2002 hatte Llaillay 21.644 Einwohner. Davon lebten 16.215 (74,9 %) in städtischen Gebieten und 5429 (25,1 %) in ländlichen Gebieten. Damals gab es 10.799 Männer und 10.845 Frauen. Im Jahr 2017 zählte man 24.608 Personen.

## Persönlichkeiten
- Miguel Latín (* 1968), Fußballspieler
- Ignacio Jeraldino (* 1995), Fußballspieler
- Juan Jeraldino (* 1995), Fußballspieler